# Колегов, Валерий Евгеньевич
Валерий Евгеньевич Колегов (род. 29 ноября 1995 года) — российский сноубордист, выступающий в параллельном гигантском слаломе и параллельном слаломе. Мастер спорта России международного класса. Личный тренер В.П.Кирьянов.
- Двукратный чемпион мира среди юниоров в параллельных дисциплинах (2012);
- Серебряный призёр Чемпионата мира среди юниоров 2013 в параллельном слаломе;
- Серебряный призёр Чемпионата России 2012 в параллельном гиганте;
- Многократный призёр этапов Кубка Европы;
- Бронзовый призёр Юношеского Олимпийского фестиваля 2011 в параллельном гигантском слаломе[3];
- Призёр этапов Кубка России.